# Georges Vajda
Georges Vajda (Budapest, 18 novembre 1908 – 7 ottobre 1981) è stato un arabista, ebraista e islamista francese, nonché storico del pensiero ebraico medievale.

## Biografia
Geroges Vajda studiò al seminario rabbinico e all'Università Loránd Eötvös di Budapest. All'età di 20 anni si trasferì in Francia, dove nel 1931 ottenne la cittadinanza.
Forte di una solida conoscenza delle lingue classiche e dell'arabo, dell'ebraico, del persiano e del turco, dal 1933 fu membro del comitato di redazione della Revue des Études Juives e professore di Bibbia e di teologia ebraica al Seminario Israelita di Francia.
Qui insegnò dal 1936 al 1940, con un'interruzione durante l'amministrazione militare tedesca della Francia, nel corso della Seconda Guerra Mondiale. Profugo dal '36 al '40 a Le Chambon-sur-Lignon, insegnò latino e greco a Le Collège-Lycée Cévenol International. Dopo la liberazione della Francia, fu nominato direttore degli studi in scienze religiose dell'École pratique des hautes études. Nel 1970 divenne anche professore di letteratura ebraica post-biblica all'Università Sorbonne Nouvelle. Dedicò la maggior parte della sua vita allo studio del giudaismo medievale: Kalām, filosofia ebraica, caraismo e cabala ebraica.
Vajda scrisse più di 1.600 articoli e libri. Questo lavoro comprende diversi volumi sui manoscritti in lingua araba ed ebraica presenti nella collezione della Biblioteca nazionale di Francia.
Vajda morì a Parigi nel 1981. Fra i suoi studenti illustri si ricorda Géza Vermes.